# Šalovci (gemeente)
Šalovci (Hongaars: Sal; Duits: Schlabing) is een gemeente in de Sloveense regio Pomurska en telt 1718 inwoners (2002).

## Plaatsen in de gemeente
Budinci, Čepinci, Dolenci, Domanjševci, Markovci, Šalovci
Apače · Beltinci · Cankova · Črenšovci · Dobrovnik · Gornja Radgona · Gornji Petrovci · Grad · Hodoš · Kobilje · Križevci · Kuzma · Lendava · Ljutomer · Moravske Toplice · Murska Sobota · Odranci · Puconci · Radenci · Razkrižje · Rogašovci · Šalovci · Sveti Jurij · Tišina · Turnišče · Velika Polana · Veržej